# 양부 (조위)
양부(楊阜, ? ~ ?)는 중국 후한 말 ~ 삼국 시대 위나라의 정치가로, 자는 의산(義山)이며 옹주(雍州) 천수군(天水郡) 기현(冀縣) 사람이다.

## 행적

### 초창기
외형(고종형) 강서(姜敍)의 집에서 자랐다. 젊어서는 같은 군의 윤봉(尹奉) · 조앙(趙昻)과 함께 명성을 날렸으며, 함께 양주종사(凉州從事)가 되었다. 양주종사로서 양주목(凉州牧) 위단(韋端)의 명령을 받고 서울 허(許)를 찾아가면서 안정장사(安定長史)를 맡았고, 돌아오면서 관우(關右)의 여러 장수들이 원소(袁紹)와 조조(曹操) 중에서 누가 이길지를 묻자, 원소를 폄하하고 조조를 추켜세웠다.
장사 일이 맞지 않아 하야했다가, 위단이 태복(太僕)이 되고 그 대신 그 아들 위강(韋康)이 양주자사(凉州刺史)가 되면서 부름을 받아 별가가 되었다. 또 효렴(孝廉)으로 추거되어 승상부(丞相府)의 부름을 받았으나, 위강이 표를 올려 참군사(參軍師)로 삼아 자기 아래로 잡아두었다.

### 마초를 몰락시키다
마초(馬超)가 위남에서 조조에게 지고(동관 전투) 서융으로 달아나 강족과 융족 등 여러 서융의 지지를 받아 재기를 도모했다. 조조는 마초를 추격하여 안정(安定)까지 이르렀다가, 하간(河間)에서 소백(蘇伯)이 모반을 일으켜 군대를 동쪽으로 돌리려고 했다. 이때 양부는 조조를 받들고 있으면서, 조조에게 마초가 강 · 융을 거느리고 재기할 것을 대비하여야 한다고 진언했고, 조조도 이를 좋게 여겼으나 군대가 너무 빨리 돌아가 방비가 주밀하지 못했다.
건안(建安) 17년(212년), 마초가 융족의 거수(渠帥)들을 거느리고 농상(隴上)의 군현들을 쳐들어오자, 기(冀 ; 한양군(漢陽郡)의 속현)를 제외한 모든 군현이 마초에게 호응했다. 마초는 농우 일대를 죄다 손에 넣고 또 장로(張魯)가 보낸 대장 양앙(楊昻)의 지원을 받아 만여 명으로 위강 등 자사와 태수들이 모여 항전하는 기성을 공격했다. 양부는 사대부들과 종족 자제 중에서 싸울 만한 자 천여 명을 거느리고, 종제 양악(楊岳)에게 성 위에 언월영을 치게 해 마초와 싸웠다. 정월부터 8월까지 싸웠으나 구원군이 오지 않았고, 별가 염온(閻溫)이 구원군을 요청하려 나갔다가 마초에게 걸려 살해당했다. 결국 실색한 위강이 항복을 고려하자 양부는 눈물을 흘리고 곡하면서 항전하도록 간했으나 위강과 태수들은 결국 마초와 강화를 맺고 성문을 열어 마초를 맞아들였다. 마초는 화약을 깨고 양악을 기에 구금하고 양앙에게 자사와 태수들을 살해하도록 했다.
양부는 마초에게 위강의 복수를 할 뜻을 품었다. 마침 아내가 죽어 마초에게 휴가를 받고, 돌아오다가 강서를 찾아가 마초가 기성에서 벌인 짓을 알렸으며, 강서는 어머니의 설득을 받고 양부의 계책을 따랐다. 양부는 계획이 정해지자 동향 사람 강은(姜隱), 조앙, 윤봉, 요경(姚瓊), 공신(孔信), 무도 사람 이준(李俊), 왕령(王靈)과 함께 결의하여 마초를 치기로 했다. 또 종제 양모(楊謨)를 보내 기성에 구금된 양악에게 말하고 아울러 안정 사람 양관(梁寬), 남안 사람 조구(趙衢) 등과도 연합했다. 양부는 강서와 함께 노성에서 거병하였고, 마초가 이를 치러 출진하자 조구와 양관 등이 기성을 점거하고 양악을 풀어줬으며 성문을 걸어잠그고 마초의 아내와 자식들을 죽였다. 양부는 역성을 치고 오는 마초와 맞서 싸워 다섯 곳에 상처를 입었고, 종족 형제 중에 일곱 명을 잃었으나, 결국 마초는 한녕의 장로에게로 달아났다.
최종적으로 농우 일대의 소요가 모두 진압된 후에, 조조는 마초를 쫓아내는 데 공을 세운 것을 치하하여 열한 명을 후로 봉했고, 양부를 관내후에 봉했다. 양부는 위강을 지켜내지 못했고 마초를 죽이지 못한 것을 들어 사양했으나, 조조는 표창했다.

### 무도태수 시절
건안 20년(215년), 조조가 장로를 치러 가면서 익주자사에 임명되었고, 돌아오면서는 금성태수가 됐으나 부임하기 전에 무도태수로 전임되었다.
건안 23년(218년), 유비가 장비, 마초 등을 보내 하변을 노리고, 저족도 뇌정(雷定) 등 7부 1만여 명이 이에 호응하자, 조조는 도호 조홍을 파견하고 참군 조휴에게 지휘를 맡겨 건안 24년(219년)까지 걸쳐 이들을 격퇴시켰다. 조홍은 승전하여 큰 연회를 열고 여자 가수들에게 얇은 비단옷을 입혀 춤추게 했다. 좌중들은 모두 웃었으나, 양부만은 조홍의 난행을 꾸짖고 회장을 나가버렸다. 조홍은 자신이 한 일을 그만두고, 양부를 청하여 돌아와 앉혔으며, 분위기는 숙연해졌다.
유비에게 한중을 내주자, 조조는 무도를 지키기 어려워 그 땅 사람들을 이주시키고자 했으나 주민들이 자기 땅을 떠나지 않으려 할 것을 두려워했다. 양부의 통치력으로 인해, 백성들과 저족 중 만여 호가 경조 · 부풍 · 천수로 이주했다. 양부는 또 군의 치소를 소괴리(小槐里)로 옮겼고, 주민들도 이를 따라갔다. 양부는 정치의 기강을 세우고, 차마 아랫사람에게 속임수를 쓰지 않았다.

### 조정의 직신
문제는 유엽 등에게 양부의 평판을 물었고, 삼공에 어울린다는 말을 들었으나, 미처 등용하기 전에 갑자기 죽었다. 명제에게 등용되어 10여년 간의 무도태수 직책을 끝내고, 성문교위가 되었다.
장작대장으로 승진했다. 당시 황제가 궁궐을 수축하고, 미녀를 뽑아 후정을 채우고, 자주 사냥을 나갔으며, 가을에 자연 재해를 맞이하자 상소하여 이런 것들을 문제로 여기고 개선할 것을 촉구했다. 또 황실 친척들의 대우에 대해서도 말하였다.
소부로 승진했다. 태화 4년(230년), 대사마 조진이 촉을 정벌하러 출진했다가, 9월에 큰 비가 내려 이수, 낙수, 하수, 한수가 넘쳐 진군할 수 없었다. 양부는 철수를 주장했고, 황제는 즉시 조서로 귀환 명령을 내렸다.
청룡 3년(235년), 이미 황제가 허에 새로 궁을 짓고 또 낙양에 궁궐을 증축하려 하자, 고당융 등과 함께 자주 간언했다. 명제는 비록 양부의 간언에 감동을 받았고 손수 조서를 써 내렸으며, 양부 · 고당륭 등의 간언을 용납하였으나, 결국은 듣지 않았다. 자주 간언하여 논쟁을 펼쳤으나, 받아들여지지 않자, 누차 은퇴를 청했으나 받아들여지지 않던 차에 마침 죽었다.

## 친척 관계
- ?
  - 양부
    -       - 양표 (손자)
- ?
  - 강서 (외형)

## 같이 보기
- 삼국지 인물 목록